# Kepler-101c
Kepler-101c — экзопланета в системе звезды Kepler-101, открытая в 2014 году методом транзита. Она относится к классу раскалённых пустынных субтерр, представляя собой объект с экстремальными условиями.

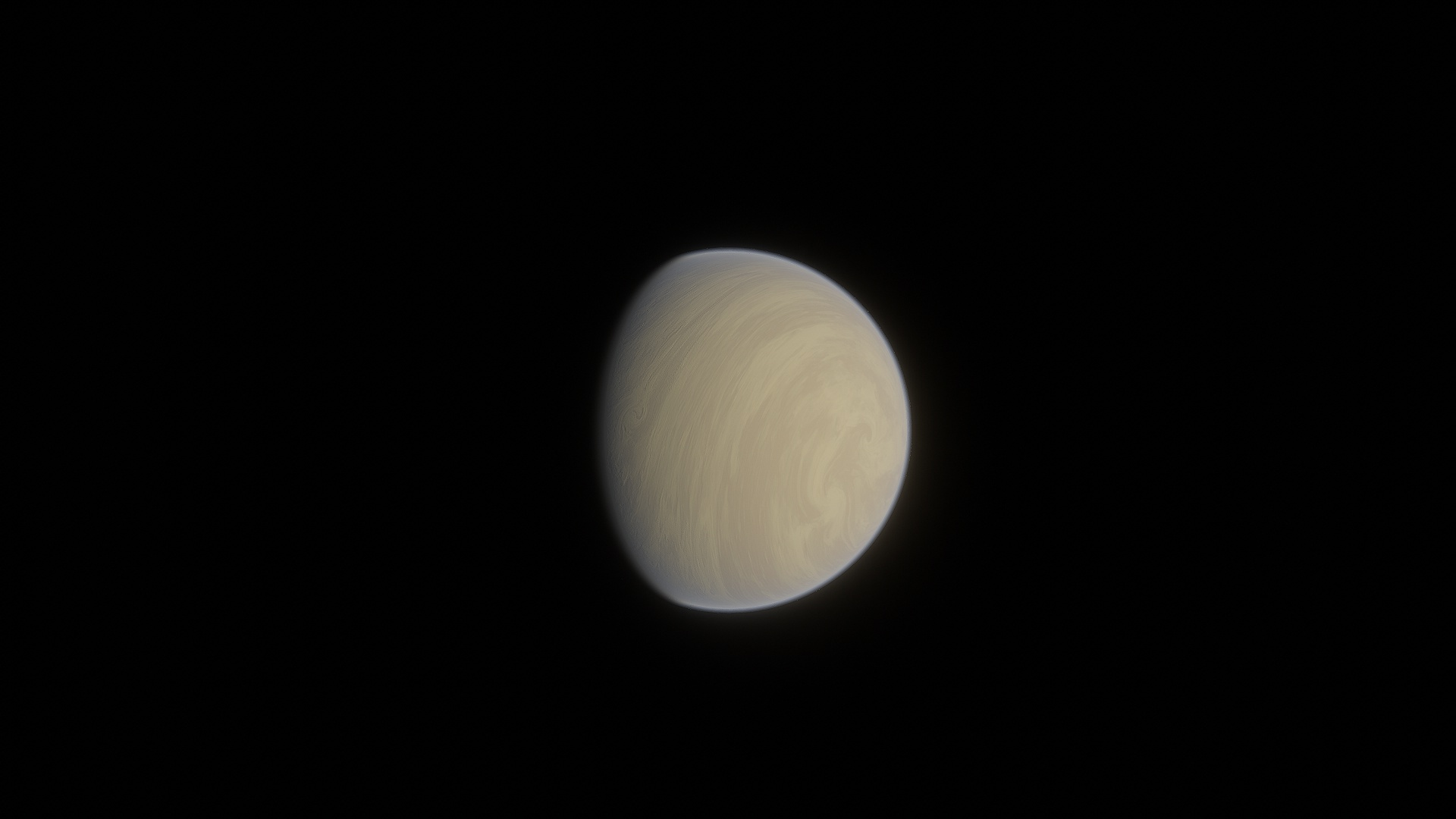
Kepler-101c

Диаметр Kepler-101c составляет около 17 015 км, что в 1,7 раза превышает диаметр Земли. Масса Kepler-101c составляет примерно 1,9004×10²⁵ кг. Это эквивалентно 3,182 массам Земли.

Средняя температура на поверхности достигает 1202,2 °C. Планета всегда обращена одной стороной к своей звезде, подобно тому, как Луна всегда обращена одной стороной к Земле. Из-за этого солнечные сутки на Kepler-101c являются бесконечными. Атмосфера Kepler-101c на 99,8% состоит из углекислого газа. Остальные 0,2% представлены водородом, кобальтом, водой и оксидом серы. Высота атмосферы составляет около 139,95 км.